# 逆望遠
逆望遠（ぎゃくぼうえん）は写真レンズなどの複数枚の要素から成るレンズの構成様式のひとつで、ガリレオ式（ガリレオ型）望遠鏡のような望遠レンズ（テレフォト型）とは逆の、前群を凹・後群を強い凸とする非対称型の構成様式で、広角レンズに向く。アンジェニューによるレンズ名レトロフォキュ（Retrofocus ）の英語読み「レトロフォーカス」が、この方式を指す一般名詞のごとく広く使われており、そちらのほうが通りが良い。

## 概要

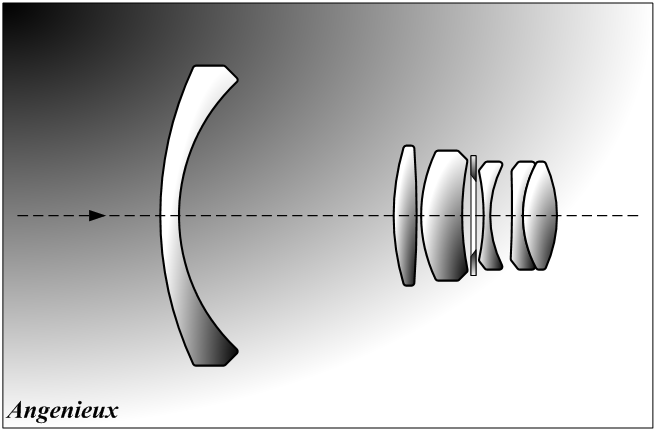
アンジェニュー レトロフォーカス

1980年に特許となっている設計の一例

先頭のレンズを被写体側に張り出した大きな凹メニスカスレンズとする。そうすることによって、各方向から入射する主光線の角度を平行に近付け、その画角に相当する焦点よりも実際の焦点の位置を後ろにもっていく。この構成が使われる主な写真用レンズは、一眼レフカメラ用の広角固定焦点レンズや、ズームレンズでは広角～標準域である。
超広角や大口径などの高度な構成では、前群を凸レンズを含むものとすることもある。
右図・上にあるように、初のこのタイプの写真機用レンズとされるアンジェニューの「レトロフォーカス」は（詳細については歴史の節を参照）、後群が「凸凸（絞り）凹凸」という構成であったが、そのようにすると収差に難があり、初期の一眼レフ用広角レンズの後群には試行錯誤が見られる。これを「凸（絞り）凹凸凸」とする処方が完成度の高い構成例として知られている。この設計は日本光学の脇本善司によるもので、そのニッコールの成功が一眼レフカメラを汎用カメラとして認めさせる力となったともされる。典型的な構成例として同じく日本光学による、1980年に米国特許となっている設計を右図・下に示す。
レンズの発展はエレメントが増えることもあれば減ることもあるが、日本の1980年前後の頃の一眼レフカメラメーカー各社の28 mmと35 mmの一般的な口径のレンズには、以上で述べた典型的な5群5枚のものが多い。また、より枚数・群数が多いレンズにおいても、構成を詳しく見ると前述の「凸凹凸凸」が含まれていることが多い。
逆望遠型レンズの収差については、無限遠ではよく抑えられても、近接時に大きくなるものがあり、いわゆるフローティングが活用されることもある。

## 名称
逆望遠という呼称は、前群を強い凸・後群を凹とすることでその合成焦点距離に比してレンズユニットの全長を短くしている望遠タイプの逆、という意味である。また「レトロフォーカス」は、「レトロ ＝ 後ろ」「フォーカス ＝ 焦点」で、焦点を後ろへ移動させた（つまり光学系を前に移動させた）構成という意である。

## 用途

### 光学系の挿入
多板方式によるカラー撮影用に光線を分解するなどの目的で、レンズ系と撮像面の間に光学系を挿入したいことがある。そのための距離を稼ぐために使われる。歴史的には、カラーフィルムが発明される以前のカラー撮影システム（初期のテクニカラー）で使われており、「レトロフォーカス」の名が生まれるよりも古い。

### 一眼レフカメラ
ビオゴンに代表される、以前の対称型広角レンズはバックフォーカスが短く、像面の間近にレンズエレメントがあるため、一眼レフカメラではミラーと干渉してしまう。このため一眼レフカメラで広角レンズを使用するときはミラーアップして装着し使用する等の手段が採られていたが、一眼レフカメラの利点が失われ不便であった。これに対し逆望遠ではレンズのバックフォーカスが長く取れ、一眼レフカメラでもミラーアップすることなく通常通りの撮影ができる。この形式により、一眼レフカメラは全ての撮影に対応できるようになった。また超広角域では、レフレックスカメラでなくとも対称型とすることが難しいため、近年のミラーレスカメラ用でも超広角のレンズは逆望遠型である。

### ズームレンズ
逆望遠型の設計を応用するとズームレンズとすることができる。1970年代から実用化された2群ズームはこの逆望遠の前後間隔を変化することで焦点距離を変える。近年の一眼レフカメラ用の超広角ズームの多くが2群ズームかつ逆望遠である。

### レンジファインダーカメラ
レンジファインダーカメラ用の広角レンズではバックフォーカスが短くてもよいため、以前は対称型の広角レンズも多かったが、自動露出化の際に、フィルム面の前にTTL露出計のセンサが出るような形式のものではそれがぶつかるので逆望遠タイプとしたものもあった。

### 標準レンズ
2010年代においては、従来対称型のガウスタイプが主流であった標準画角においてもレトロフォーカスタイプを採用する例が見られる。採用理由としては、周辺まで完全な収差補正を行う場合、対称性の高いガウスタイプよりもレンズ長が長く、レンズ枚数を増やしやすいレトロフォーカスの方が設計上の自由度が高いため、等としている。

## 名称
逆望遠形式を持つレンズに、西ドイツのカール・ツァイスはディスタゴン、東ドイツのカール・ツァイスはフレクトゴンの名を付けている。またシュナイダー・クロイツナッハでは逆望遠形式のレンズについて当初クルタゴンとしたが、後に逆望遠型以外のレンズと同じアンギュロンに統一した。

## 歴史
逆望遠の原理はハリウッドの映画カメラマンだったジョーゼフ・ベイリー・ウォーカーが1932年に特許を取得しており、同時に前の凹レンズと後ろの主光学系の間隔を変化させることでズームレンズになることも示している。市販された写真レンズとしては、1950年のアンジェニュー「レトロフォーカス」が初とされている。

## 注・文献
1. ↑  一般に、最前面を凸にすることは不利であるため凹から始まる構成が多いが、あえて凸を先頭として成功させた設計もある。ニッコール千夜一夜物語 - 第五十五夜 2024年9月18日閲覧
2. ↑  ニッコール千夜一夜物語 - 第十二夜 2017年9月13日閲覧
3. ↑  「凸凹凸凸」という配置自体は、トリプレットの最後の凸を2枚に分けたもの（ないし、凸を最後の要素の前ないし後に追加したもの）と見ることができ、独立したものとしてはアストロ・ベルリンの Pan-Tachar（パンタッカー）などがある。
4. ↑  朝日ソノラマ『写真レンズの基礎と発展』 pp. 172～174
5. ↑  ニッコール千夜一夜物語 - 第十四夜 2024年9月18日閲覧
6. ↑  銀塩と違いデジタルカメラでは焦点面の前にフィルタなどが入るという事情や、テレセントリック性の問題もあるが。
7. ↑  交換レンズレビュー：Milvus 1.4/50 - デジカメ Watch 2024年9月18日閲覧

- 「写真レンズの歴史」（ルドルフ・キングズレーク著／朝日ソノラマ／1999）